# Collision de l'aéroport Indira-Gandhi
La collision de l'aéroport Indira-Gandhi s'est produite le 8 mars 1994, lorsqu'un Boeing 737-200 de la compagnie aérienne Sahara India Airlines s'est écrasé peu après son décollage. Lors du crash, l'appareil a percuté un Iliouchine Il-86 d'Aeroflot, ce qui a entraîné la destruction des deux appareils. Les 8 membres d'équipage à bords des deux avions ont été tués, ainsi qu'une personne au sol ; il n'y avait aucun passager à bord des deux appareils lors de l'accident.

## Avion et équipage
Le Boeing 737-2R4C impliqué, immatriculé LN-NPB (numéro de série 21763/571), a été vendu à Busy Bee (en) en 1979 ; il avait également effectué son premier vol le 25 avril de la même année. L'avion a ensuite été vendu à Sahara India Airlines en octobre 1993 et a presque 15 ans au moment de l'accident. Il était équipé de deux moteurs Pratt & Whitney JT8D-17.
L'équipage était composé d'un instructeur de vol et de trois pilotes stagiaires, qui effectuaient une séance de formation en vol sur 737.

## Accident

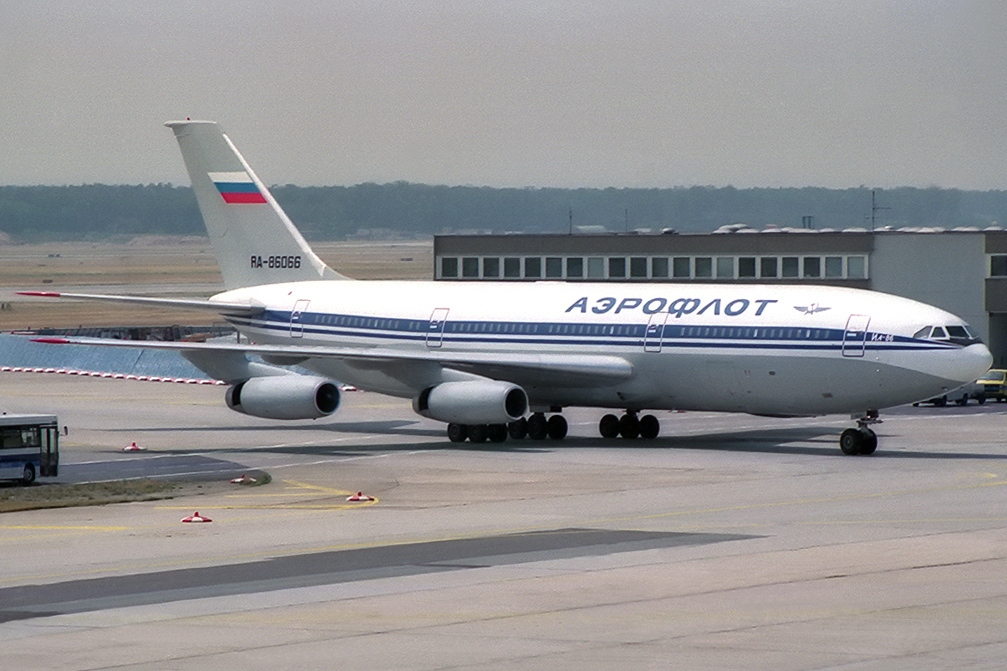
Un Iliouchine Il-86 d'Aeroflot, similaire à celui impliqué dans l'accident.

L'appareil a décollé de l'l'aéroport international Indira-Gandhi, en Inde. Au moment de l'accident, l'équipage avait déjà terminé cinq exercices d'entraînement et atterrissages normaux.
Cependant, au cours du sixième exercice d'entraînement, l'avion est monté à 400-500 pieds (120-150 m) lorsqu'il a brusquement viré sur la gauche et s'est écrasé sur le tarmac du terminal international de l'aéroport.
Les débris en feu du 737-200 a alors heurté un Iliouchine Il-86 de la compagnie nationale russe, Aeroflot, qui était alors stationné sur la baie d'attente n°45, qui a également pris feu.
Les 4 membres d'équipage à bord du Boeing ont tous été tués, ainsi que les 4 membres d'équipage à bord de l'Iliouchine. De plus, un employé de l'aéroport chargé du ravitaillement des avions au sol a également été tué lorsque l'avion s'est écrasé sur le tarmac.

## Enquête
Une enquête menée par l'Association indienne des pilotes commerciaux (ICPA) a révélé que l'accident s'était produit en raison de l'application, lors d'un exercice de simulation d'une panne moteur, d'une mauvaise commande du palonnier, qui permet d'actionner la gouverne de direction, par un des pilotes stagiaires.
Le pilote instructeur n'a pas protégé ou bloqué le palonnier et n'a pas donné d'instruction claires pendant son rôle pour éviter l'application d'une action inadéquate sur la gouverne de direction par le pilote stagiaire.